# Dado (peça)

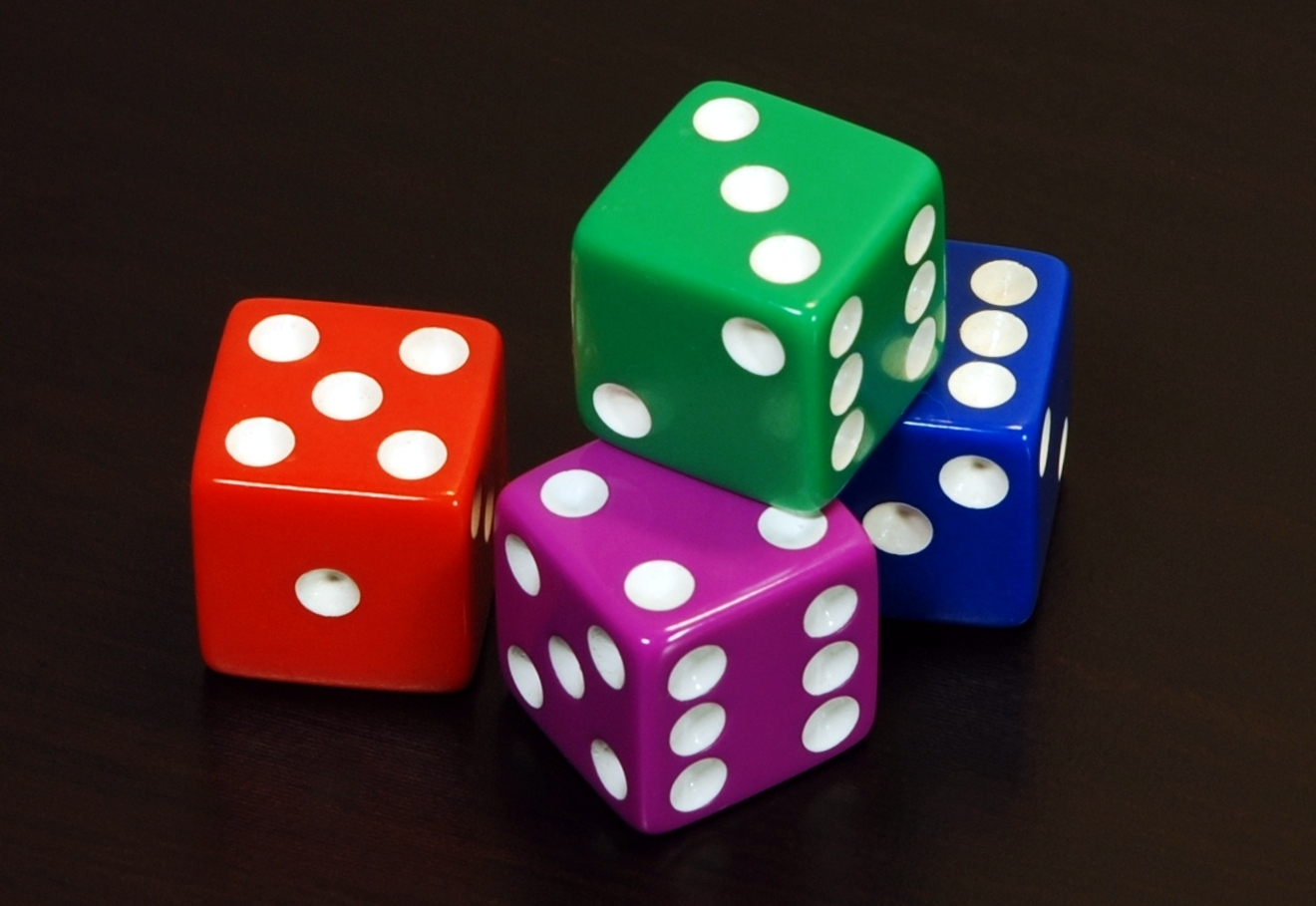
Quatro dados tradicionais mostrando todos os seis lados diferentes.

Os dados são pequenos poliedros gravados com determinadas instruções. O dado mais clássico é o cubo (seis faces), gravado com números de um a seis. Existem também dados de duas faces (representados por moedas), três faces (igual a um dado clássico de seis lados, mas com apenas três números, sendo cada um repetido duas vezes), quatro faces (em formato piramidal), oito faces, dez faces, 12 faces, 20 faces, entre outros.
Costuma-se usar uma barra aproximadamente cilíndrica com lados aplainados na construção dos dados, por exemplo, um dado de "mil lados" teria 853º lados.

A função do dado é gerar um resultado aleatório que fica restrito ao número de faces dele. Esse resultado, então, pode ser manipulado (caso seja um número) através de fórmulas caso o jogo exija. Por exemplo, um número entre 20 e 25 utilizando dados de seis lados exige a aplicação de uma fórmula matemática. Os dados são comumente utilizados em jogos de tabuleiro tradicionais e jogos de RPG.

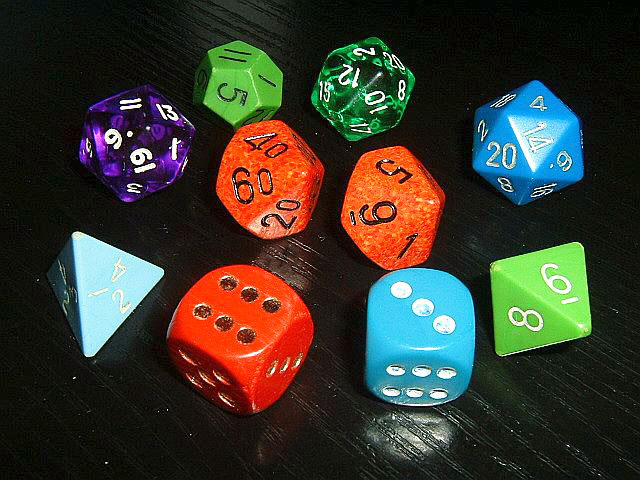
Dados com quatro, seis, oito, dez, 12 e 20 lados. Usados em jogos de tabuleiro e em RPGs.

Uma pequena curiosidade quanto aos dados clássicos (fabricados de forma correta), de seis lados: a soma dos lados opostos resulta no número sete. Ou seja, se de um lado temos o número um automaticamente teríamos o número seis do outro lado. Isso ocorre também com o dois casando com o cinco, e o três com o quatro. Isso se aplica também a qualquer outro dado, a soma de dois lados opostos sempre é igual ao número de faces mais um. Assim, um D20 somaria 21 nos lados opostos, um D12 somaria 13, e assim por diante.

## Histórico

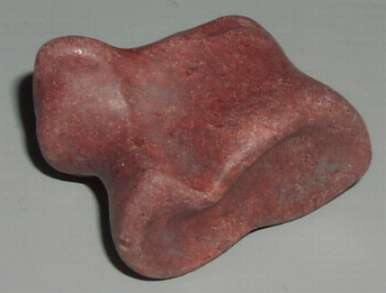
Dado do Jogo do Osso, feito de Pedra-sabão.

Os primeiros dados eram provavelmente feitos de pluma de animais, como tornozelo de garça (ver imagem ao lado), que tinham um formato próximo ao do tetraedro. Marfim, osso, madeira, metal, e pedra foram materiais bastante utilizados, com o advento dos polímeros, os plásticos tornaram-se quase unanimidade.

O fato de os dados terem sido utilizados no Oriente na pré-história, comprovado por escavações feitas em cemitérios, mostra que eles provavelmente têm uma origem na Ásia. "Jogar os dados" é uma expressão mencionada em um jogo Indiano, o Rig-veda. Existem indícios que os dados foram inventados na Índia. Pois em escavações feitas em Kalibangan, Lotal e Ropar na Índia foram encontrados dados com mais de 2000 a.C. Na forma primitiva do Jogo do osso (ou knucklebone), crianças atiravam o osso na expectativa de deixar certo lado para cima ou para baixo. Em árabe a palavra knucklebone é a mesma para dado. 

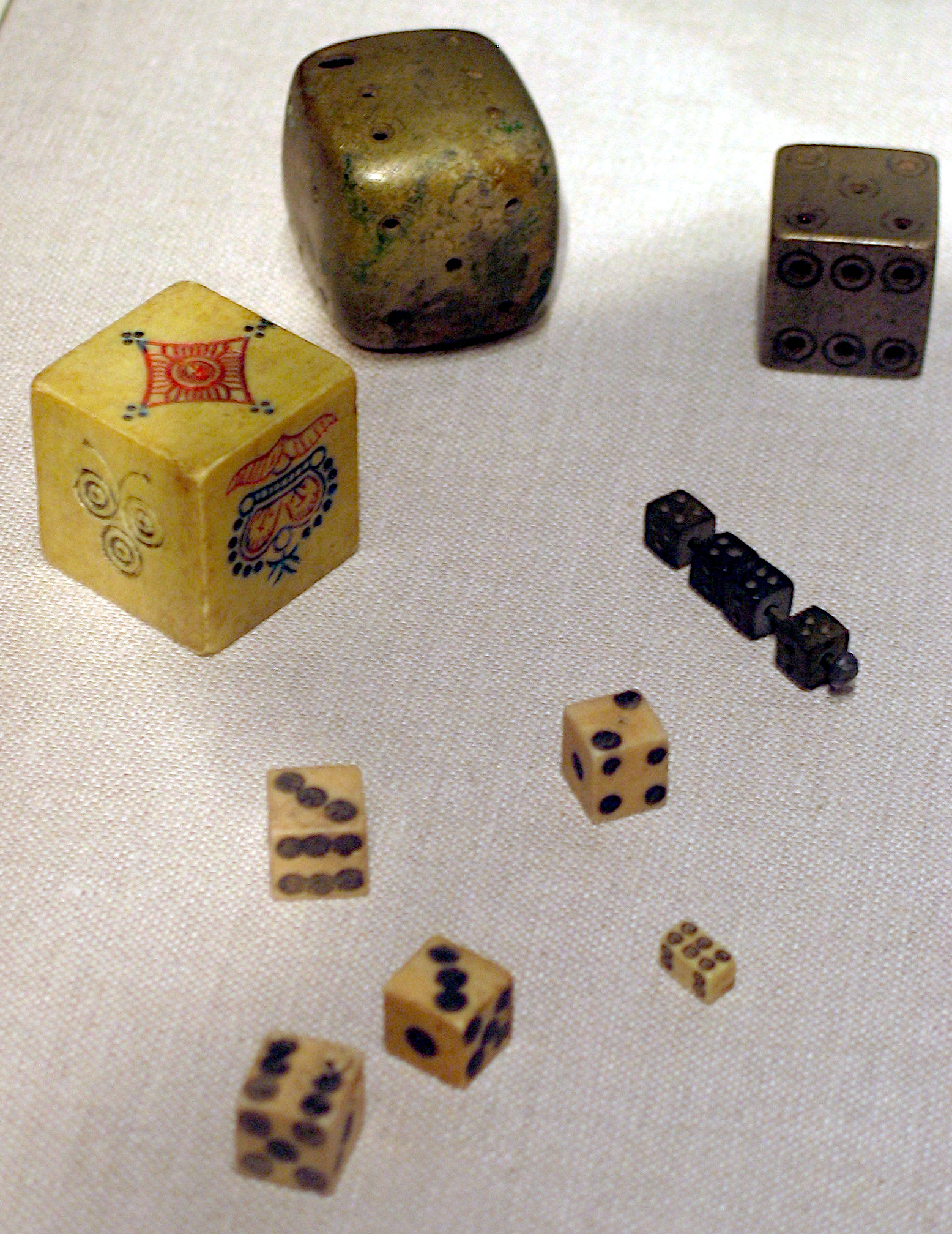
Coleção de dados antigos da Ásia.

Escavações em Shahr-i Sokhta (Persa شهر سوخته) sítios arqueológicos no sul do Irã levaram à descoberta de um dos dados mais antigos de que se têm conhecimento como parte de um jogo de Gamão com mais de cinco mil anos de idade, que provavelmente foi importado da Índia.
Encontrados em tumbas egípcias, os dados sugerem um período de cerca de 2000 a.C. Na Índia foram encontrados registros escritos de dados no grande épico Mahabharata, que data de mais de dois mil anos.
Posteriormente os lados do osso ganharam valores numéricos, tornando-os mais parecidos com os dos dados atuais. Os jogos de dados eram comuns também na Grécia.

### Em Roma
Os romanos eram jogadores exímios, especialmente na era de luxo do Império Romano, e jogar os dados era o passatempo predileto na época. Jogar dados por dinheiro era o motivo de muitas leis especiais em Roma. Uma delas dizia que um jogador não poderia ser punido caso permitisse o jogo dentro da sua própria casa, mesmo que tivesse sido trapaceado ou roubado. Jogadores profissionais de dado eram comuns, sendo que alguns dos seus dados estão preservados em museus. As casas-públicas eram o refúgio dos jogadores, com alguns afrescos que retratam muito bem este cotidiano. Tácito diz que os alemães eram muito viciados em jogar dados, tanto que, mesmo tendo perdido tudo no jogo, eram capazes de apostar até a própria liberdade. 

Alguns dos aristocratas romanos mais imponentes tinham paixão por jogos. Segundo Suetónio, o imperador Cláudio tinha tal entusiasmo pelo jogo que escreveu um livro sobre o de dados e tinha sua carruagem especialmente adaptada para que pudesse continuar jogando com ela em movimento. Jogos de tabuleiro não eram um passatempo apenas de homens. Juvenal acusava os jogos de dados de ser uma porta para o crime. Portanto, houve tentativas de controlar o jogo em meio à população, de restringi-lo a determinados horários ou ocasiões e de limitar a responsabilidade legal pela recuperação das dívidas contraídas.

Paschier Joostens, De Alea, 1642

Os jogos de dados tinham vários nomes e eram jogados segundo diferentes regras e sobre tabuleiros de configurações diversas. Ninguém nunca conseguiu reconstruir em detalhes como é que qualquer um desses jogos funcionava. Mas, apesar disso, havia um tipo comum de tabuleiro que oferece vislumbres importantes da atmosfera do jogo e da atitude dos jogadores. Esses tabuleiros eram feitos para um jogo que claramente envolvia mover peças ao longo de 36 posições, dispostas em três fileiras de doze, cada fileira dividida em dois grupos de seis. Porém, ocupando o lugar das “casas” que encontramos geralmente em um tabuleiro moderno, havia letras do alfabeto, e os jogadores moviam suas peças de uma letra a outra. As letras com frequência eram cuidadosamente arranjadas para formar palavras, portanto os tabuleiros proclamavam alguns slogans petulantes: em seis palavras de seis letras cada. Eram refrões da cultura de bar e dos próprios jogadores.

### Idade Média
Durante a Idade Média, jogar dados se tornou o passatempo preferido dos Cavaleiros, existindo até escolas de jogadores de dados e também guildas de jogadores. Depois do fim do feudalismo o famoso Landsknecht, mercenário alemão, ficou conhecido pela reputação de ser o melhor jogador de dados no seu tempo. Curiosamente estes dados são encontrados em imagens tanto de homens quanto de bestas. Na França, cavaleiros e donzelas eram adeptos do jogo de dados.

### No Oriente
Na China, Índia, Japão, Coreia, e outros países da Ásia, dados sempre foram populares e ainda são. As marcas no dominó chinês evoluíram das marcas nas faces dos dados, utilizando duas de cada vez.
Há muito tempo existe um jogo popular na China, no Vietname e na Tailândia, chamado de "Hoo Hey How" ou "Bau Cua Ca Cop", é um tipo de loteria.
No Havaí encontram-se dados decorados no estilo Kaha Ki'i, feitos à mão, datando de 900 d.C. Estes dados nos remetem às formas primitivas de comunicação, utilizando argila.

## Materiais

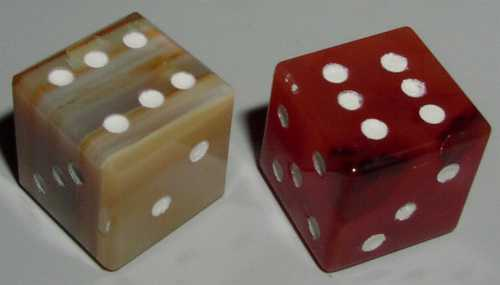
Dados de Calcedônia, uma variedade do quartzo.

O material do primeiro dado é desconhecido, mas é provável que tenha origem em algum material natural, resistente e maleável o suficiente para dar a forma desejada. Um par de icosaedros (polígono de 20 lados) datado da época romana está em exposição no Museu Britânico. Em Roma foram encontrados dados de madeira, marfim, osso e chumbo. Dados de cobre e ouro também já foram encontrados, mas assim como os dados de vidro, estima-se que sejam meramente decorativos, já que no caso dos "metais moles" a deformação seria muito grande e o vidro poderia quebrar com impacto.

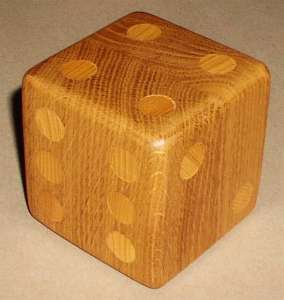
Dado de madeira.

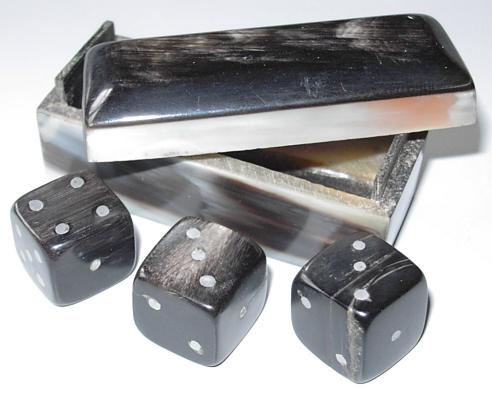
Dados de chifre.

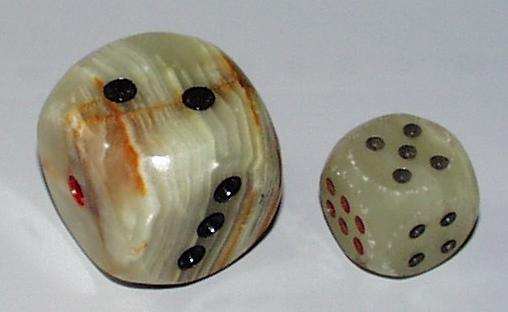
Dados de pedra ônix.

Dados de precisão utilizados em cassinos, são feitos de acetato de celulose. Estes dados podem ter um polimento final tornando-os transparentes, foscos ou translúcidos. O vermelho é a cor mais comum, mas existem cassinos com dados verdes, âmbar, azul e outras cores. Os dados de cassino têm seus números escavados no cubo, e preenchidos com uma tinta do mesmo peso e densidade do acetato, para que o dado permaneça perfeitamente balanceado. Nos jogos de cassino, cinco dados são usados, todos são marcados com um número de série para evitar serem substituídos por trapaceiros.
Os dados poliédricos são geralmente feitos de plástico, às vezes de metal, ou madeira, dados de pedras semi-preciosas também podem ser encontrados. No início, durante as décadas de 70 e 80, os dados poliédricos eram feitos de um plástico mole que se deformava com o uso. Com o tempo de jogo, as quinas começavam a arredondar até que o dado se tornava inútil. Os dados poliédricos modernos são feitos com plástico de alto impacto, podendo durar anos sem apresentar deformações visíveis.
Dados poliédricos podem ser encontrados na maioria das lojas de RPG. No início dos jogos de RPG, a maioria dos dados vinha sem os números pintados, e os jogadores se dedicavam a pintar seus próprios números. Alguns dados de 20 faces desta época vinham numerados de zero a nove duas vezes; metade dos números tinha de ser pintada com uma cor de maior contraste, para dar a entender que eram as faces cujos números tinham "maior" valor. Estes também eram usados como um dado de dez faces duplo, ignorando a diferença de cores.

## Dados cúbicos, seis lados, com valores diferentes
A maioria dos dados tem em suas face, ou lados, uma série contínua de números, começando com um (ou zero), sob a forma de caracteres arábicos ou pontos. Algumas exceções conhecidas e outras nem tanto, são:
- Dado colorido (exemplo: com as cores dos peões de um jogo, em que cada jogador controla um pião);
- Dado com animais;
- Dado de pôquer, com os naipes e valores das cartas;
- Dados com letras;
- Dados com números e operações matemáticas;
- Dados com frações;
- Dados com números Romanos;
- Dados duplos, ou com potências de dois (dois, quatro, oito, 16, 32, 64);
- Dado de três, com apenas três números (dois, dois, três, três, quatro, quatro ou um, um, três, três, cinco, cinco);
- Dados de trapaça: 
  - Um lado com três, dois lados com seis, um lado com cinco e dois com quatro;
  - Um dado com dois números um e sem o número seis;
- Dados com palavras (exemplo: no jogo do amor são dois dados, um com as ações e outro com as partes do corpo);
- Dados com imagens do Kamasutra;
- Dado de apostas com os números 2, 4, 8, 16, 32 e 64. É utilizado no gamão e alguns outros jogos de tabuleiro. Esse dado não é lançado; sua finalidade é indicar a cada momento qual multiplicador está em efeito para o resultado final do jogo e qual dos dois jogadores pediu mais recentemente para aumentar a aposta. Se uma proposta de dobra é rejeitada, o jogo termina imediatamente, com a derrota do jogador que não aceitou a dobra. Também pode ser usado um octaedro , com 1, 2, 4, 8, 16, 32, 64 e 128.
- Dados especiais de jogos de RPG podem conter inúmeras variações, desde partes do corpo do inimigo a serem atingidas até moedas de ouro ganhas;
- Dados de bruxaria podem ter caveiras, morcegos, crucifixos e outros ícones conforme o tipo de magia;
- Dado dos elementos, contendo seis desenhos: Fogo, Água, Terra, Ar, Vida e Morte.

## Dados e suas formas

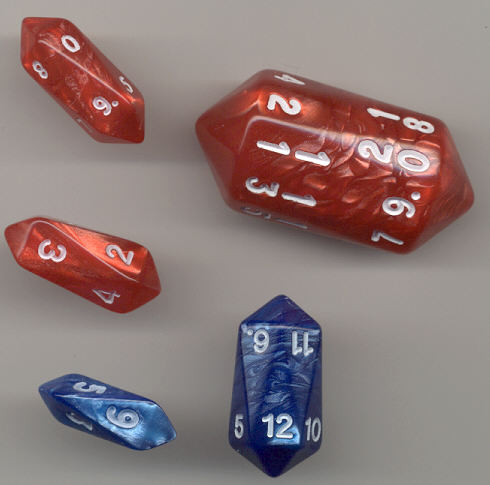
Dados estilo pião.

Dados poliédricos são dados com quatro(mínimo) ou mais lados . Eles foram quase uma exclusividade de adivinhos e outras práticas ocultas, mas rapidamente tornaram-se populares entre os jogadores de RPG, Jogos de cartas e alguns jogos de tabuleiro. Embora o uso de dados poliédricos seja relativamente novo na nossa cultura atual, algumas civilizações antigas usavam algo parecido em jogos (uma evidência são os dois dados de 20 faces datados da era romana em exposição no Museu Britânico). Estes dados são em sua maioria feitos de plástico, e apresentam geralmente números em suas faces e não tanto com pontos como os dados comuns de seis lados. Números semelhantes são distinguidos com um ponto na parte inferior (6. e 9.) ou sublinhados (6 e 9).
Muitas vezes quando se utiliza dados multifacetados, refere-se a eles pelo número de faces e a letra 'd', como d6 para um dado de seis faces, d10 para um dado de dez faces, e assim por diante. Caso seja necessário mais de um dado é acrescentado um número a frente do 'd' - Número de dados 'd' Número de lados de cada dado. Combinações de dados e de outros números também são possíveis, tais como '1d10-3' seria um dado de dez lados e o seu resultado menos três. Quando não se tem dois dados com mesmo número de lados para um '2d8', por exemplo, joga-se o mesmo dado duas vezes. Isso é muito útil para jogos como Banco Imobiliário e RPGs em geral. O dado estilo peão tem uma forma semi-cilíndrica quando com mais de dez lados. Também propiciam a possibilidade de um dado com três lados (sem contar os outros seis das pontas), em forma de uma barraca.

### Formas mais comuns

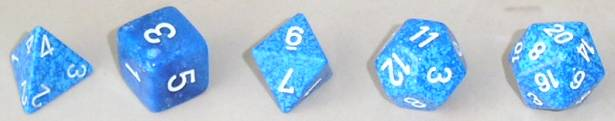
Cinco dados com formas de sólidos platónicos: tetraedro (d4), cubo (d6), octaedro (d8), dodecaedro (d12) e icosaedro (d20).

Também existem os dados dentro de dados, ou dados duplos, ou ainda dois em um, são dados transparentes (geralmente d6 e d10), e ocos. Dentro eles têm outro dado com o mesmo número de lados. É comum que se some o resultado dos dois, ou se subtraia, já que um gira livremente dentro do outro, mas a confiabilidade destes dados é muito questionada por jogadores experientes.

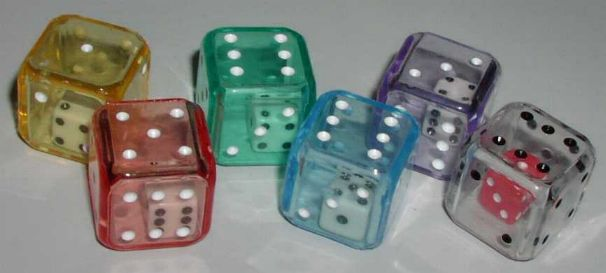
Dados dois em um

## Dado de pelúcia
São dados decorativos inicialmente utilizados pelos pilotos de aviões da segunda guerra mundial, e na atualidade, usado como adorno em espelhos retrovisores.